# Ludovico Gatto
Ludovico Gatto (Roma, 7 maggio 1931 – Roma, 14 giugno 2019) è stato uno storico italiano.

## Biografia
Laureatosi in lettere alla Sapienza di Roma nel 1952, con una tesi di storia su papa Gregorio X di cui fu relatore Raffaello Morghen, ha insegnato storia medievale nelle università di Chieti, Catania e, come docente ordinario, dal 1981 nell'ateneo romano.
Di orientamento politico repubblicano, è stato assessore all'edilizia pubblica del comune di Roma nella giunta del sindaco Ugo Vetere e, dal 1985 al 1988, succedendo a Renato Nicolini, assessore alla cultura nella successiva giunta presieduta da Nicola Signorello.
Dal 1998 al 2008 è stato direttore del Centro studi internazionale Giuseppe Ermini.
Nella sua copiosa produzione di medievista, oltre a numerosi testi specialistici, sono presenti anche opere destinate a un pubblico più vasto. È autore, inoltre, di introduzioni a volumi di importanti storici quali Henri Pirenne, Jacob Burckhardt e Johan Huizinga.

## Opere
- Il pontificato di Gregorio X 1271-1276, Roma, Istituto storico italiano per il Medio Evo, 1959.
- Bonizone, vescovo di Sutri e di Piacenza, Roma, La goliardica, 1967.
- Studi mainardeschi e pomposiani, Pescara, Trimestre, 1969.
- L'Europa nel Medioevo, volume VII della Storia universale illustrata, Milano, Fabbri, 1970.
- Medioevo voltairiano, Roma, Bulzoni, 1972.
- La Francia di Filippo IV il Bello 1284-1314, Roma, Bulzoni, 1973.
- Viaggio intorno al concetto di Medioevo. Profilo di storia della storiografia medievale, Roma, Bulzoni, 1977.
- L'atelier del medievista, Roma, Bulzoni, 1992.
- Sicilia medievale, Roma, Newton Compton, 1992.
- Le crociate, Roma, Tascabili Economici Newton, 1994. ISBN 88-7983-653-6.
- Il Medioevo, Roma, Tascabili Economici Newton, 1994. ISBN 88-7983-379-0.
- Il federalismo, Roma, Tascabili Economici Newton, 1995. ISBN 88-7983-809-1.
- L'Italia nel Medioevo. Gli italiani e le loro città, Roma, Tascabili Economici Newton, 1995. ISBN 88-8183-182-1.
- Il Medioevo nelle sue fonti, Bologna, Monduzzi, 1995. ISBN 88-323-5650-3.
- L'Italia dei Comuni e delle Signorie, Roma, Tascabili Economici Newton, 1996. ISBN 88-8183-491-X.
- Il feudalesimo, Roma, Tascabili Economici Newton, 1997. ISBN 88-8183-687-4.
- Le invasioni barbariche, Roma, Tascabili Economici Newton, 1997. ISBN 88-8183-881-8.
- Vita quotidiana nel medioevo, Roma, Editori riuniti, 1997. ISBN 88-359-4368-X.
- Media Aetas, Bologna, Monduzzi, 1998. ISBN 88-323-5655-4.
- Breve storia degli anni santi, Roma, Newton & Compton, 1999. ISBN 88-8289-315-4.
- Il Medioevo. Società, politica, economia e religione di un millennio di storia, Roma, Newton Compton, 1999. ISBN 88-8289-141-0.
- Medioevo quotidiano. Motivi e modelli di vita, Roma, Editori riuniti, 1999. ISBN 88-359-4682-4.
- Storia di Roma nel Medioevo, Roma, Newton Compton, 1999. ISBN 88-8289-273-5.
- Le grandi invasioni del Medioevo, Newton Compton, 2001; 2004.
- Storia della Chiesa nel Medioevo, Roma, Newton Compton, 2001. ISBN 88-8289-584-X.
- Gli imperi del Medioevo, Roma, Newton Compton, 2003. ISBN 88-8289-889-X.
- Il Medioevo giorno per giorno, Roma, Newton Compton, 2003.
- Storia universale del Medioevo, Roma, Newton Compton, 2003.
- Celestino V pontefice e santo, a cura di Eleonora Plebani, Roma, Bulzoni, 2006. ISBN 88-7870-170-X.
- Dalla parte di Salimbene. Raccolta di ricerche sulla Cronaca e i suoi personaggi,  a cura di Pietro Messa , Roma, Antonianum, 2006. ISBN 88-7257-071-9.
- La grande storia del Medioevo. Tra la spada e la fede, Roma, Newton Compton, 2006. ISBN 88-8289-920-9.
- Le grandi donne del Medioevo. Le personalità femminili più influenti dell'età di mezzo, Roma, Newton Compton, 2009. ISBN 978-88-541-1606-1.

### Curatele e introduzioni
- Raffaello Morghen, Lezioni di storia medioevale, raccolte a cura del dott. Ludovico Gatto, Roma, Edizioni dell'Ateneo, 1955.
- Raffaello Morghen, Rinnovamento della vita europea e riforma della Chiesa nel secolo XI, a cura del dott. Ludovico Gatto, Roma, Edizioni dell'Ateneo, 1958.
- Raffaello Morghen, La crisi dell'età medievale nella coscienza dei contemporanei, a cura del dott. Ludovico Gatto, Roma, Edizioni dell'Ateneo, 1961.
- Henri Pirenne, Storia d'Europa dalle invasioni al XVI secolo, introduzione di Ludovico Gatto, Torriana, Orsa Maggiore, 1991.
- Henri Pirenne, Maometto e Carlomagno, introduzione di Ludovico Gatto, Roma, Grandi tascabili economici Newton, 1993.
- Jacob Burckhardt, La civiltà del Rinascimento in Italia, introduzione di Ludovico Gatto, Roma, Grandi tascabili economici Newton, 1994.
- Henri Pirenne, Le città del medioevo, introduzione di Ludovico Gatto, Roma, Newton Compton, 1997.
- Henri Pirenne, Storia economica e sociale del Medioevo, introduzione di Ludovico Gatto, Roma, Grandi tascabili economici Newton, 1997.
- Johan Huizinga, L'autunno del Medioevo, introduzione di Ludovico Gatto, Roma, Newton Compton, 2011.
- Giorgio Càsole, Cibo, potere e cultura - Indagine sull'ideologia alimentare attraverso i secoli, introduzione di Ludovico Gatto, Siracusa,   Edizioni La Stampa Siracusa, 2005.
- Luca Montecchio, I visigoti e la rinascita culturale del secolo VII, introduzione di Ludovico Gatto, Perugia, Graphei.it edizioni, 2006.